# Alle hassen Johan
Alle hassen Johan (Originaltitel Alle hater Johan, internationaler englischsprachiger Titel Everybody Hates Johan) ist eine schwarzhumorige Filmkomödie von Hallvar Witzø mit Pål Sverre Hagen in der Titelrolle, die Ende März 2022 in die norwegischen Kinos kam. Im Rahmen der Amandaprisen 2022 erhielt der Film zwei Auszeichnungen und vier weitere Nominierungen. Der Kinostart in Deutschland erfolgte Mitte März 2024.

## Handlung

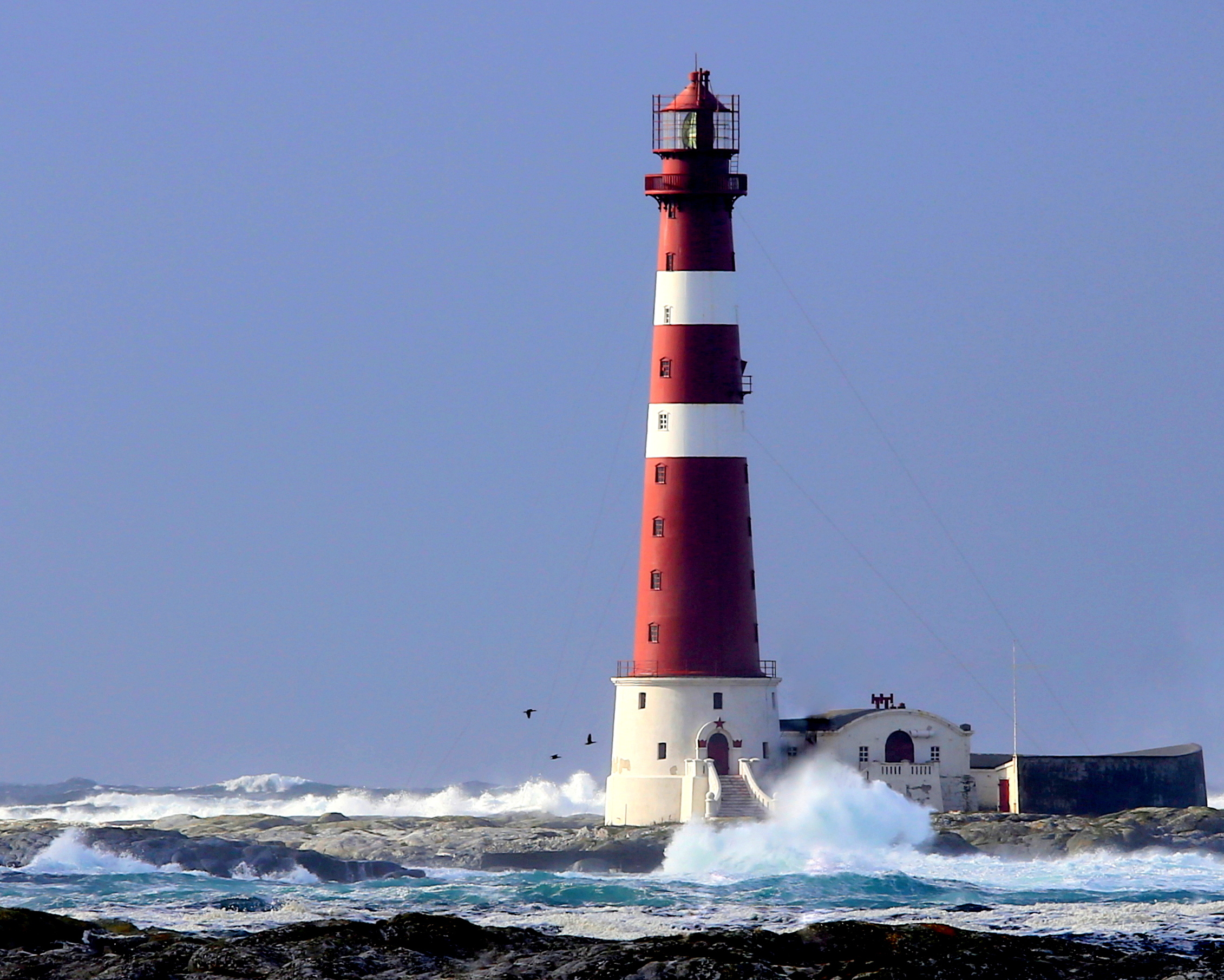
Der Leuchtturm von Titran, dem Dorf auf der Insel Frøya, in dem Johan lebt

Johan Grande erblickt in Titran das Licht der Welt, einem kleinen Dorf an der Westküste der norwegischen Insel Frøya. Die Gegend ist rau und karg, und die Bewohner der Insel haben die Familie Grande nie wirklich akzeptiert. Sie geht einer eher ungewöhnlichen Leidenschaft nach und sprengt Brücken in die Luft. 
Auch wenn seine Eltern, die beide Widerstandskämpfer waren, bei einer ihrer Aktionen versehentlich umgekommen sind, als sie im Zweiten Weltkrieg strategisch relevante Brücken in die Luft jagen wollten, lebt die Begeisterung für Explosionen in Johan weiter. Er macht weder als Heranwachsender noch als Erwachsener davor Halt, alles Mögliche mit Dynamit in die Luft zu sprengen.
Nachdem Johan einige Zeit in Amerika verbrachte und dort als Sprengmeister Karriere gemacht und ein kleines Vermögen verdient hat, kehrt der mittlerweile bärtige Hüne 1974 nach Titran zurück.

## Produktion

### Regie und Drehbuch
Regie führte Hallvar Witzø. Er studierte Regie an der norwegischen Film- und Fernsehhochschule in Lillehammer. Sein Abschluss-Kurzfilm Tuba Atlantic gewann mehrere Preise und wurde 2012 für einen Oscar in der Kategorie Bester Kurzfilm nominiert. Diese Nominierung wurde jedoch später aufgrund von formalen Fehlern zurückgezogen. Sein Kurzfilm Yes We Love wurde 2014 im Kurzfilmwettbewerb der Internationalen Filmfestspiele von Cannes gezeigt. Mit Alle hater Johan gab Witzø sein Spielfilmdebüt. Das Drehbuch hierfür schrieb Erlend Loe.

### Besetzung und Dreharbeiten
Pål Sverre Hagen, einer der populärsten norwegischen Schauspieler, spielt in der Titelrolle den erwachsenen Johan. Dieser ist auch der Icherzähler des Films. Ingrid Bolsø Berdal, die in Deutschland vor allem für ihre Rollen in Filmen wie Hänsel und Gretel: Hexenjäger und Chernobyl Diaries bekannt wurde, spielt die Nachbarin Solvor. John Brungot spielt Postmann Frode und Vee Vimolmal die Vietnamesin Pey, mit der Johan eine Beziehung eingeht. In weiteren Rollen sind Trond-Ove Skrødal als Onkel Iver und Ingunn Beate Øyen als Tante Magnhild zu sehen.
Die Dreharbeiten fanden in dem norwegischen Dorf Titran an der Westküste der norwegischen Insel Frøya statt, dem Handlungsort des Films. Als Kameramann fungierte Karl Erik Brøndbo.

### Veröffentlichung
Ende März 2022 erfolgte der Kinostart in Norwegen. Im April 2022 wurde er beim Seattle International Film Festival gezeigt.
Im Juni 2022 wurde er beim Filmfest Emden-Norderney vorgestellt und im August 2022 beim Norwegischen Filmfestival in Haugesund. Im Oktober 2022 wurde er beim Riga International Film Festival gezeigt und Anfang November 2022 bei den Nordischen Filmtagen Lübeck. Der Kinostart in Deutschland erfolgte am 14. März 2024.

## Rezeption

### Kritiken

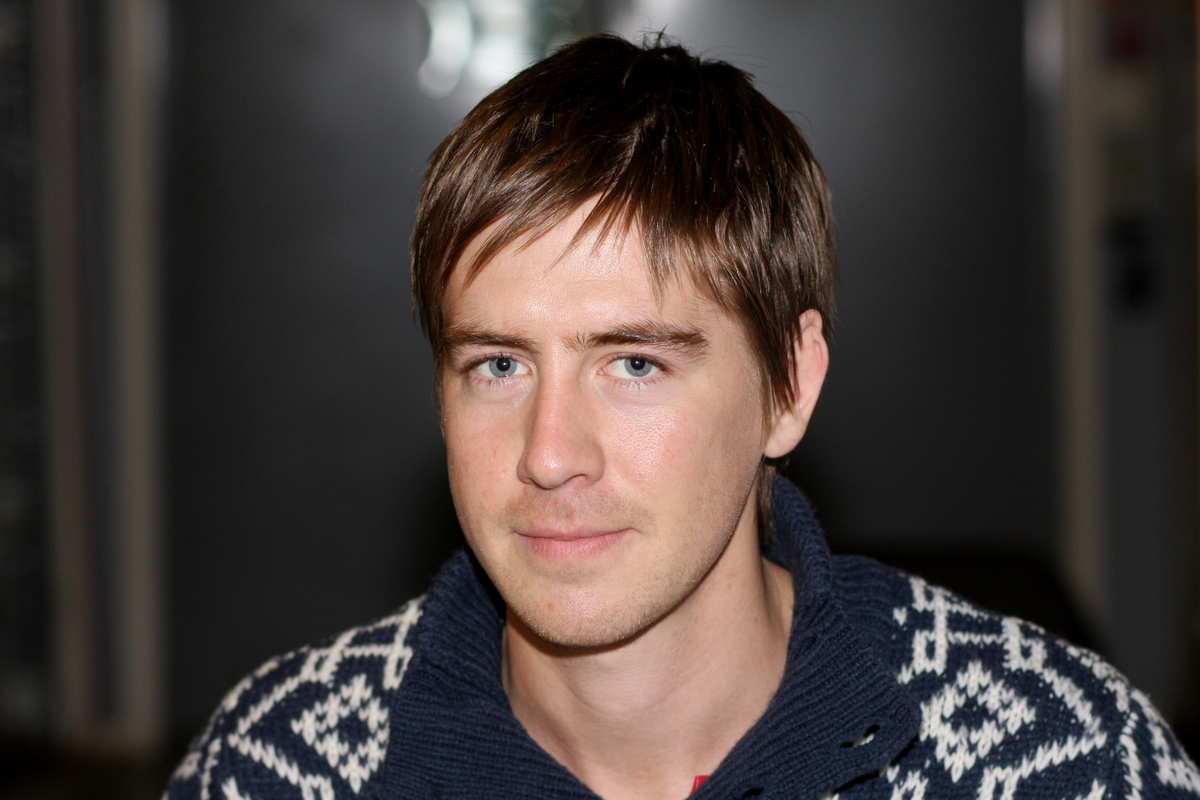
Pål Sverre Hagen spielt in der Titelrolle den erwachsenen Johan Grande

Dietmar Kanthak schreibt in seiner Kritik für epd Film, Alle hassen Johan vereine auf vollkommene Weise schwarzen Humor und das Drama eines Mannes auf dem langen und hindernisreichen Weg zu sich selbst. Der Film verziehe keine Miene, wenn er kühne, unerwartete und manchmal anzügliche Pointen setzt. Selbst das spektakuläre, mutmaßlich von Monty Python beeinflusste Ende von Postmann Frode inszeniere Hallvar Witzø mit Sinn für Understatement. Die von Karl Erik Brøndbos Kamera aufgenommenen Natur spiegele Weite und Begrenztheit, erscheine abwechselnd schroff und kalt, erhaben und poetisch. Pål Sverre Hagen erschaffe als Johan einen Charakter, der in seinen zwei Metern Körpergröße eine unerwartete Zärtlichkeit verbirgt und einen naiven Optimismus zum Ausdruck bringe, wie in einer der schönsten Szenen des Films, dem Speeddating auf Frøya.
Der Norweger Pål Sverre Hagen spiele den erwachsenen Johan und wie dieser doch noch eine Art Zugang zur Außenwelt findet und seine Art, sich mit einer alten Liebe zu versöhnen, mit großer Einfühlsamkeit, so Patricia Batlle von NDR Kultur.

### Auszeichnungen
Amandaprisen 2022
- Nominierung als Beste Nebendarstellerin (Ingrid Bolsø Berdal)
- Nominierung für das Beste Drehbuch (Erlend Loe)
- Nominierung für die Beste Kamera (Karl Erik Brøndbo)
- Auszeichnung für die Beste Filmmusik (Jørund Fluge Samuelsen)
- Nominierung für die Besten Kostüme (Jenny Hilmo Teig)
- Auszeichnung für das Beste Make-Up (Asta Hafthorsdottir)[10][11]

Filmfest Emden-Norderney 2022
- Nominierung für den Bernhard-Wicki-Preis[2]

Nordische Filmtage Lübeck 2022
- Nominierung im Wettbewerb Spielfilme
- Auszeichnung mit dem Publikumspreis[12]